# Caerostris sumatrana
Caerostris sumatrana är en spindelart som beskrevs av Embrik Strand 1915. Caerostris sumatrana ingår i släktet Caerostris och familjen hjulspindlar. Inga underarter finns listade.